# Talazac
Talazac ist eine französische Gemeinde mit 76 Einwohnern (Stand 1. Januar 2022) im Département Hautes-Pyrénées in der Region Okzitanien (vor 2016: Midi-Pyrénées). Die Gemeinde gehört zum Arrondissement Tarbes und zum Kanton Vic-en-Bigorre.
Die Einwohner werden Talazacais und Talazacaises genannt.

## Geographie
Talazac liegt circa elf Kilometer nördlich von Tarbes in dessen Einzugsbereich (Aire urbaine) in der historischen Provinz Bigorre an der westlichen Grenze zum benachbarten Département Pyrénées-Atlantiques. Im Osten des Gemeindegebietes fließt der Échez, knapp weiter westlich verläuft parallel dazu der Canal de Luzerte. Talazac wird auch vom Flüsschen Géline durchquert, das in der Nachbargemeinde Saint-Lézer in den Canal de Luzerte mündet.
Umgeben wird Talazac von den vier Nachbargemeinden:
|                                 | Saint-Lézer                                 |      |
| Montaner (Pyrénées-Atlantiques) | Kompassrose, die auf Nachbargemeinden zeigt | Pujo |
|                                 | Siarrouy                                    |      |

## Einwohnerentwicklung

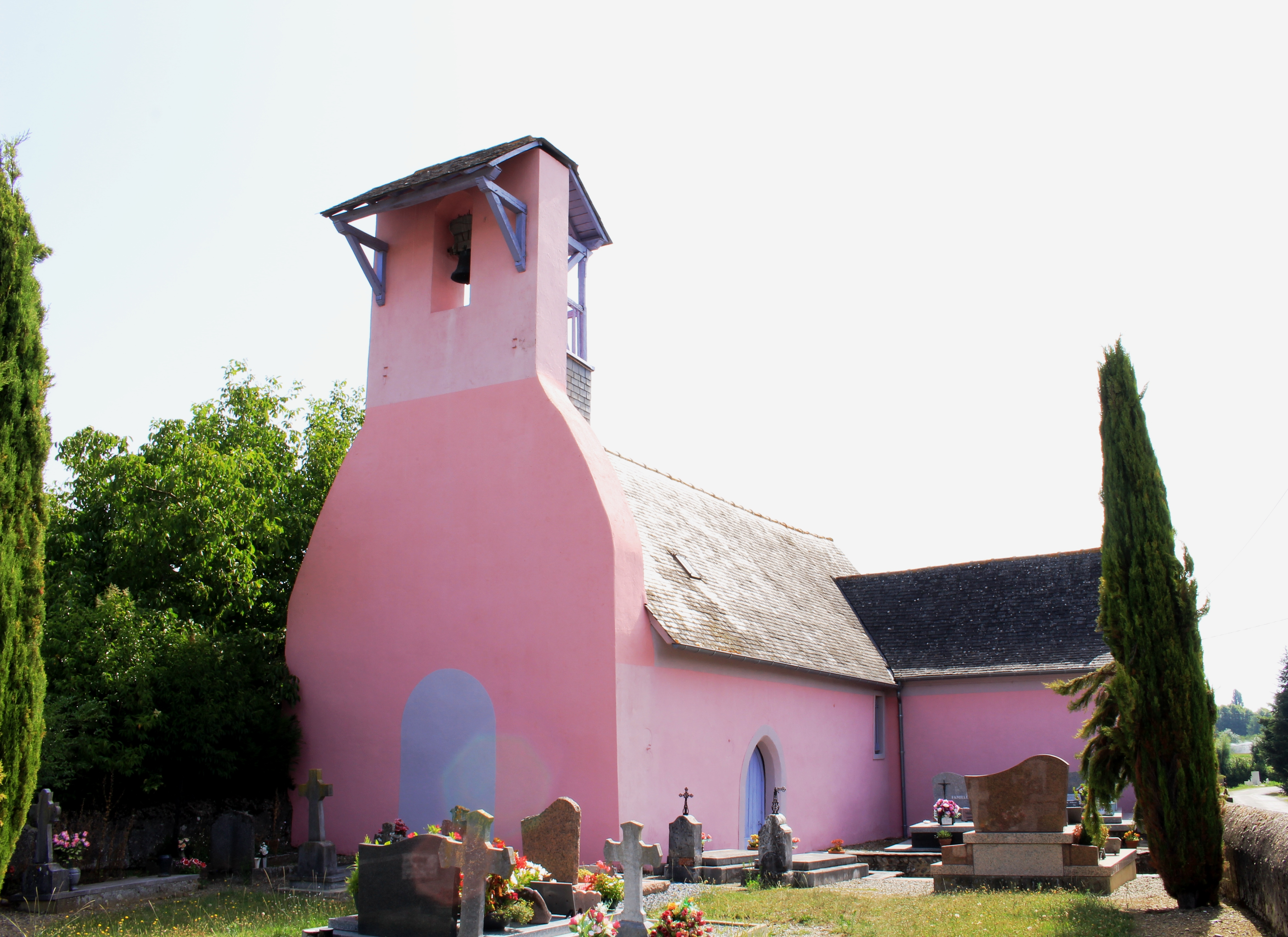
Pfarrkirche Sainte-Eulalie

Nach Beginn der Aufzeichnungen stieg die Einwohnerzahl bis zur Mitte des 19. Jahrhunderts auf einen Höchststand von rund 105. In der Folgezeit sank die Größe der Gemeinde bei kurzen Erholungsphasen bis zu den 1920er Jahren auf rund 55 Einwohner, bevor sie sich auf einem Niveau von rund 60 bis 75 Einwohnern stabilisierte.
| Jahr      | 1962 | 1968 | 1975 | 1982 | 1990 | 1999 | 2006 | 2011 | 2022 |
| --------- | ---- | ---- | ---- | ---- | ---- | ---- | ---- | ---- | ---- |
| Einwohner | 62   | 62   | 59   | 68   | 74   | 67   | 71   | 70   | 76   |

## Sehenswürdigkeiten
- Pfarrkirche Sainte-Eulalie

## Wirtschaft und Infrastruktur

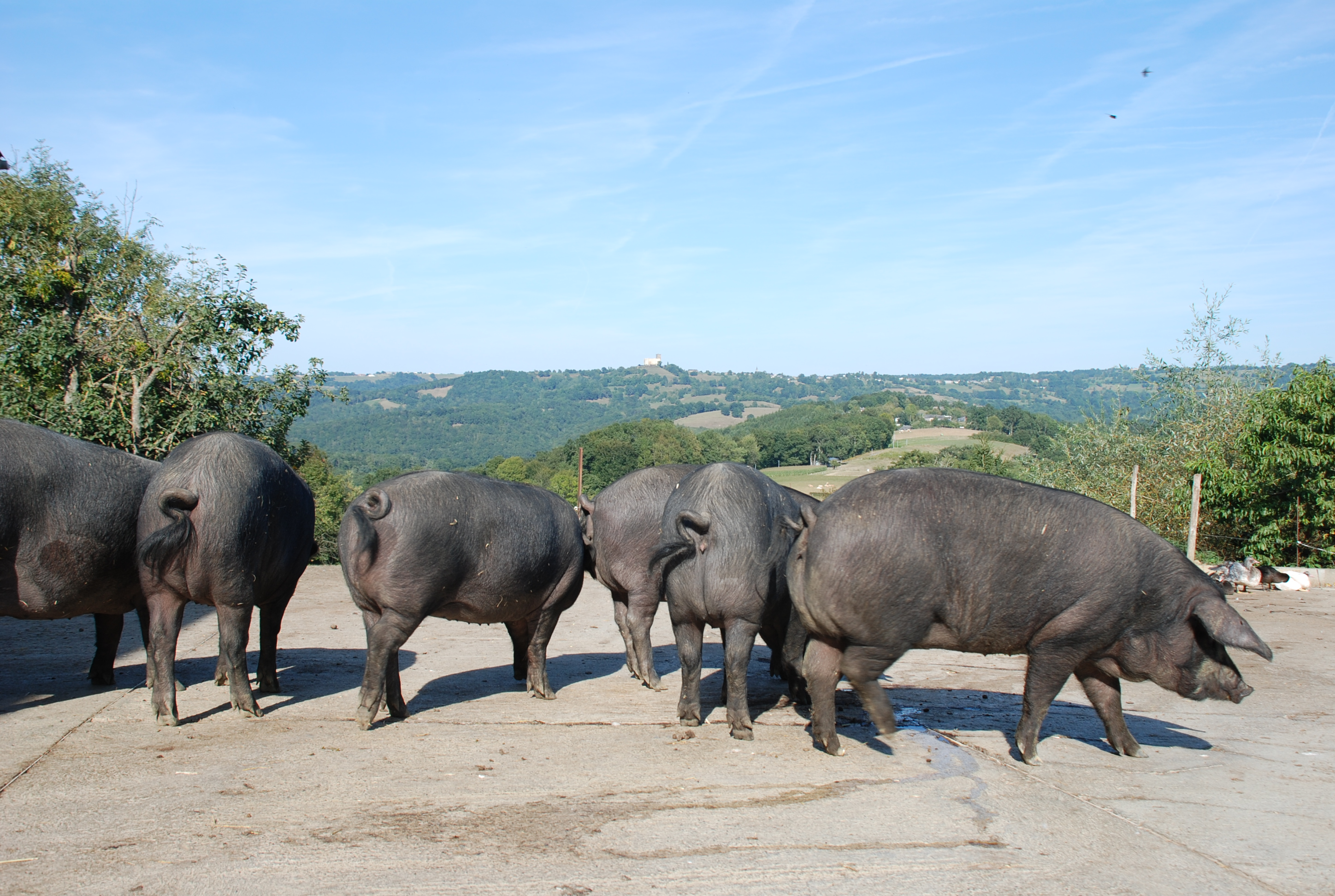
Porcs Noirs de Bigorre

Talazac liegt in den Zonen AOC der Schweinerasse Porc noir de Bigorre und des Schinkens Jambon noir de Bigorre.

### Verkehr
Talazac wird von der Route départementale 7 durchquert.